# Kultura

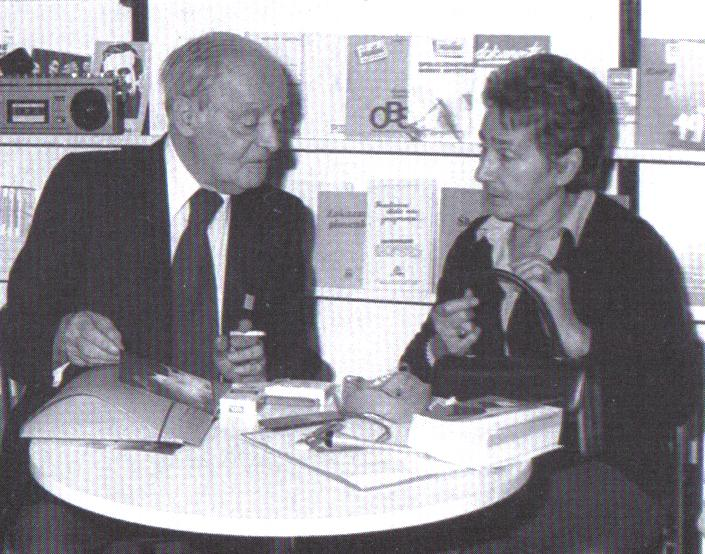
Jerzy Giedroyc et Zofia Hertz

Kultura (en français, La Culture) est la plus importante revue littéraire et politique de la dissidence polonaise après la Seconde Guerre mondiale. Fondée en 1946 par un groupe d'émigrés politiques polonais et dirigée par Jerzy Giedroyc de 1947 à 2000, l'Institut littéraire Kultura est d’abord une maison d'édition avant de devenir aussi un centre intellectuel qui a pour ambition de combattre le totalitarisme par l'écriture, la littérature, la production et la diffusion d’idées nouvelles. Établi à Rome en 1946, l’Institut est transféré un an plus tard à Maisons-Laffitte, dans la région parisienne.

## Fondateurs
Les pères-fondateurs de la revue : Jerzy Giedroyc, Józef Czapski, Zofia Hertz (pl) et Zygmunt Hertz, sont tous des anciens soldats du deuxième corps d’armée polonais, commandé par le général Władysław Anders.
Après l’invasion de la Pologne en 1939 par l'Allemagne nazie et l'Union soviétique, le futur rédacteur en chef de, Kultura Jerzy Giedroyć, s'évacue comme beaucoup de ses compatriotes en Roumanie et commence à travailler dans le service consulaire de l’ambassade polonaise à Bucarest auprès des réfugiés polonais. En mars 1941, il s’engage dans les formations de l’armée polonaise stationnées en Palestine qui en 1942 sont rejointes par le Deuxième corps polonais commandé par le général Władysław Anders. Cette unité évacuée de l'Union soviétique regroupe les prisonniers de guerre qui ont échappé au massacre de Katyń et des civils de l’est de la Pologne déportés par les Soviétiques entre 1939 et 1941. Parmi ces civils, Zofia Hertz et Zygmunt Hertz, un couple d’origine juive qui a fui Łódź peu avant l’entrée des Allemands dans la ville pour se retrouver à Lwów. Le NKVD les y arrête et les déporte en Sibérie où pendant quatorze mois, ils travaillent comme esclaves dans la taïga. Après l’agression allemande contre l’URSS en 1941 et une amnistie à la suite des accords Sikorski-Maïski, ils rejoignent le Deuxième corps du général Anders formé sous les auspices du gouvernement polonais en exil à Londres. De cette façon, ils quittent l’Union soviétique et transitent par l’Iran, l’Irak et la Palestine. Dans l’armée, Zofia Hertz devient la secrétaire de Giedroyć : elle occupera plus tard la fonction de numéro 2 à l’Institut littéraire et à la rédaction de Kultura.
L'autre personnage clé de l’équipe de Kultura est Józef Czapski, né comte Hutten-Czapski en 1896 à Prague dans l’une des plus importantes familles d’Europe centrale, mais il ne fera pas usage de son titre ou de la première partie de son nom en raison de ses opinions démocrates. Czapski participe à la campagne de septembre 1939 avant d’être fait prisonnier par les Soviétiques. C’est par miracle qu’il évite la mort à Katyń en 1940. Après l’amnistie de 1941, il rejoint le Deuxième corps d’armée du général Anders au sein duquel il est responsable de la recherche des officiers polonais emprisonnés en Union soviétique en 1939. En 1942, Czapski rencontre Giedroyć et va jouer, grâce à ses contacts parisiens, un rôle décisif dans l’installation de Kultura en France.
Vers la fin de la guerre, il est de plus en plus clair que les terres polonaises se trouveront entièrement sous le contrôle soviétique. Giedroyć et ses collaborateurs estiment qu’il faut créer un centre de défense de la culture nationale pour sauvegarder l’identité polonaise. C’est de là que vient l’idée de créer l’Institut littéraire et la revue Kultura, d’abord en 1946 en Italie où stationne le Deuxième corps polonais puis à Paris en 1947. Grâce à un prêt du « fonds du soldat », établi par le commandement polonais pour aider le passage à la vie civile à l’étranger, ils achètent une petite imprimerie à Rome et fondent en 1946 l’Institut Littéraire.
Le premier numéro de Kultura parait à Rome en mars 1947, mais les numéros suivants sont déjà édités en France.

## Rayonnement
Créé et dirigé par Jerzy Giedroyc, assisté de Józef Czapski et de Zofia et Zygmunt Hertz, l’Institut développe une intense activité éditoriale durant les années 1946-2000, c'est-à-dire jusqu'à la mort de Jerzy Giedroyc. Son action s’articule autour de la rédaction du mensuel politico-culturel Kultura (637 numéros) et du trimestriel Zeszyty Historyczne (Cahiers d'Histoire) (171 numéros parus dans les années 1962-2010) et la publication d'auteurs polonais et étrangers, interdits dans leurs pays d’origine.
L’équipe de Maisons-Laffitte considère nécessaire de maintenir des contacts rapprochés avec les Polonais en Pologne. Ainsi, dès sa naissance, l’Institut littéraire publie des œuvres d’écrivains qui ne peuvent pas paraître en Pologne et sert d’asile et de lieu de rencontre pour les intellectuels polonais. Avant 1989 l’Institut organise également la diffusion clandestine de ses publications dans les pays du bloc communiste et parvient à y acheminer le matériel d’imprimerie qui servira à la publication des samizdats sur place. Il assure ainsi le soutien actif à l'opposition anti-communiste en Pologne et met en place de diverses actions d’aide aux mouvements de résistance au régime totalitaire. Il publie Witold Gombrowicz, Czesław Miłosz, Gustaw Herling-Grudziński, Józef Czapski, Andrzej Bobkowski et bien d’autres.
Souhaitant dès le départ dépasser une vision polono-centrée des relations internationales, la revue Kultura accorde une large place aux auteurs russes, ukrainiens ou lituaniens. De 1946 à 1986, Kultura publie environ 530 articles sur la Russie, 365 sur l’Allemagne, 330 sur l’Ukraine, 175 sur la Lituanie. Un numéro entièrement en tchèque parait à l’occasion du Printemps de Prague et des numéros en russe, en slovaque ou en allemand sont également diffusés. À l’initiative d'Alexandre Soljenitsyne, les rédacteurs de Kultura Jerzy Giedroyc, Gustaw Herling-Grudziński et Józef Czapski prennent part au comité éditorial de Kontinenty (Continents), la revue russe créée à Paris en 1974 par Vladimir Maximov et que Kultura soutient dès ses débuts. Kultura sert de tribune à des auteurs comme les Russes Natalia Gorbanevskaïa ou Iouli Daniel – alias Nikolaï Arjak, le Lituanien Tomas Venclova. Pour ces écrivains privés de la liberté d’expression dans leur propre pays, la revue de Giedroyć était souvent l’une des très rares fenêtres de publication. L’Institut littéraire édite donc les ouvrages de Boris Pasternak, Joseph Brodsky, Alexandre Soljenitsyne ou Andreï Sakharov, mais aussi une anthologie de littérature soviétique contemporaine.
L’héritage de Kultura, qui cesse de paraître en 2000 à la mort de Giedroyc, dépasse la seule société polonaise. Entre 1946 et 2000, l’équipe de l’Institut littéraire a archivé plus de 60.000 numéros de revues en langues ukrainienne, biélorusse et lituanienne, disponibles aujourd’hui à Maisons-Laffitte en tant que fonds documentaire. En 2000, une collection complète des Cahiers d'Histoire et de Kultura a été offerte à l’université de Minsk par Henryk Giedroyc, frère de Jerzy Giedroyc, Minsk étant son lieu de naissance. Grâce à l’aide de la Bibliothèque nationale polonaise, le site internet kulturaparyska.com a été créé, et donne accès à la version numérique des 637 numéros de Kultura, des 171 numéros des Cahiers d'Histoire et de quelque 8 000 supports vidéo et audio sur Kultura et ses acteurs.

Aujourd’hui, Maisons-Laffitte continue à être le lieu d’un important travail de numérisation de ces archives qui, en 2009, ont été inscrites au Registre de la Mémoire du monde de l’UNESCO. 

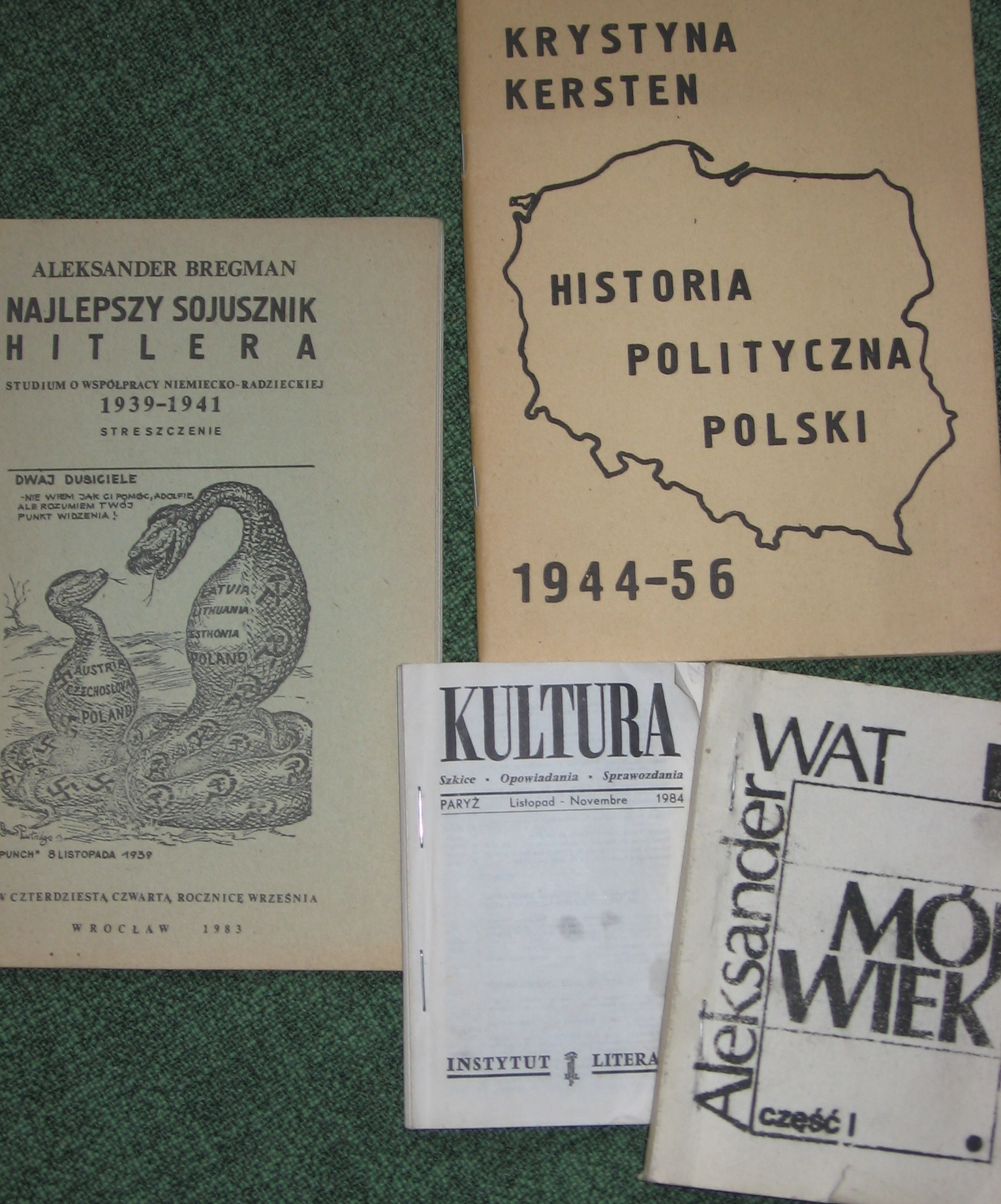
Kultura et les autres revues contre le régime.

Elle eut comme collaborateurs les écrivains, philosophes et historiens : 
| - Władysław Anders - Jerzy Andrzejewski - Stanisław Barańczak - Zygmunt Bauman - Andrzej Bobkowski - Heinrich Böll - Michel Borwicz - Kazimierz Brandys - Marian Brandys - Maciej Broński (Wojciech Skalmowski) - Albert Camus - Emil Cioran - Maria Czapska - Józef Czapski (Joseph Czapski) - Bogdan Czaykowski - Thomas Stearns Eliot - Witold Gombrowicz - Henryk Grynberg - Zygmunt Haupt - Zbigniew Herbert - Gustaw Herling-Grudziński | - Jeanne Hersch - Marek Hłasko - Konstanty Jeleński - Wojciech Karpiński - Janina Katz - Stefan Kisielewski - Leszek Kołakowski - Ryszard Krynicki - Jacek Kuroń - Józef Mackiewicz - Stanisław Cat-Mackiewicz - Curzio Malaparte - André Malraux - Ossip Mandelstam - Adam Michnik - Juliusz Mieroszewski - Czesław Miłosz - Sławomir Mrożek - Jan Nowak-Jeziorański | - Włodzimierz Odojewski - George Orwell - Bohdan Osadczuk - Boris Pasternak - Edward Raczyński - Jarosław Marek Rymkiewicz - Andreï Sakharov - Alexandre Soljenitsyne - Jerzy Targalski - Tymon Terlecki - Melchior Wańkowicz - Aleksander Wat - Simone Weil - Kazimierz Wierzyński - Mariusz Wilk - Adam Zagajewski - Władysław Żeleński |

## Archives
Les archives de Jerzy Giedroyc, cofondateur de la revue Kultura, les archives des revues Kultura et Zeszyty Historyczne, des documents personnels des résidents de l'Institut littéraire sont conservés à l'Institut littéraire Kultura à Maisons-Laffitte. L'intégralité des numéros du mensuel Kultura et du trimestriel Zeszyty Historyczne a été numérisée et est accessible en ligne.